# Черецола (Ређо Емилија)
Черецола је насеље у Италији у округу Ређо Емилија, региону Емилија-Ромања.
Према процени из 2011. у насељу је живело 128 становника. Насеље се налази на надморској висини од 244 м.